# Bildstabilisierung
Als Bildstabilisierung bezeichnet man in der Fototechnik Verfahren zur Vermeidung von Verwacklungsunschärfe.

## Hintergrund
Die sogenannte Freihandgrenze für das Fotografieren im Kleinbildformat liegt nach einer Faustregel beim Kehrwert der Brennweite des verwendeten Objektivs; bei ruhiger Hand sind bei einem 200-mm-Teleobjektiv also verwacklungsfreie Aufnahmen ab einer Verschlusszeit von 1/200 Sekunde möglich; für Superteleobjektive gilt diese Faustregel allerdings nur noch eingeschränkt. Neben einer verwacklungsfreien Aufnahme hat ein bildstabilisiertes Teleobjektiv den Vorteil, dass das Sucherbild stabil ist. Dies ist ein Komfortgewinn für den Nutzer.
Der praktische Gewinn einer Bildstabilisierung liegt – nach Herstellerangaben – bei bis zu viereinhalb Blendenstufen, sie ermöglicht demnach eine bis zu zweiundzwanzigfache Belichtungszeit gegenüber dem nicht stabilisierten System. Daher erweitert ein Bildstabilisator die Möglichkeiten der Freihandfotografie in Bezug auf die Verschlusszeit sowie auf die Brennweite des Objektivs. Dabei wird allerdings von unbewegten Motiven ausgegangen. Gegen Bewegungsunschärfe hilft nur eine kürzere Belichtungszeit. In der Sport- und Konzertfotografie beispielsweise ist der Nutzen einer Bildstabilisierung daher oft geringer als erhofft oder gar nicht mehr vorhanden.

## Funktionsprinzipien

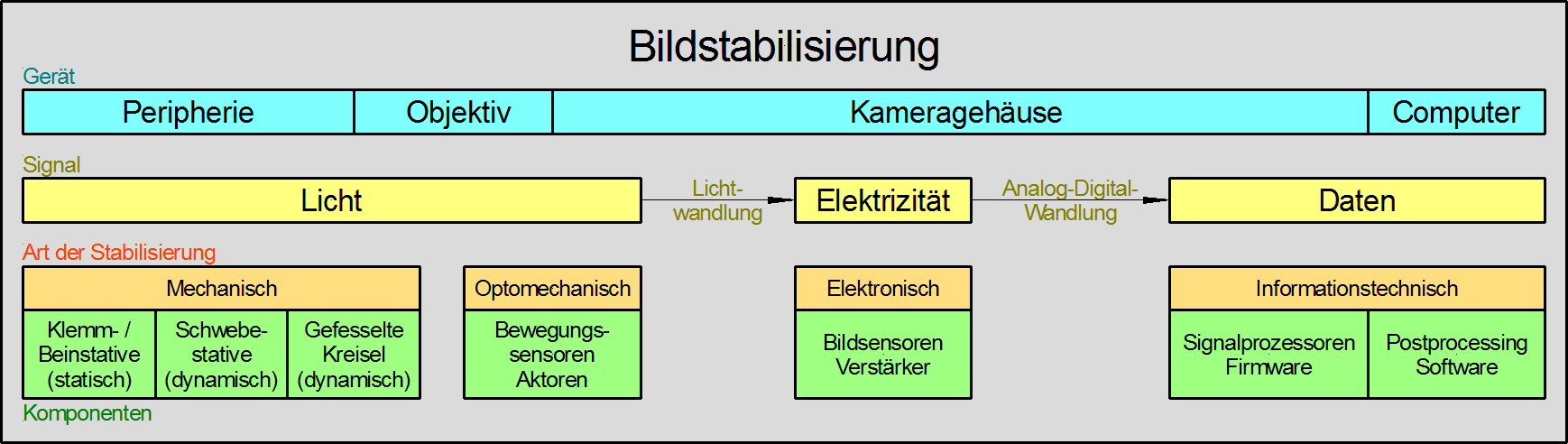
Verschiedene, auch kombinierbare Methoden der Bildstabilisierung

Es werden verschiedene Verfahren zur Bildstabilisierung unterschieden, die jeweils unter proprietären Bezeichnungen von der Fotowirtschaft angeboten werden.

### Mechanische Bildstabilisierung
Die mechanische Bildstabilisierung kann durch Aufstützen der Kamera, ein Stativ oder auch über einen Kreiselstabilisator durchgeführt werden. Speziell bei Bewegtbild-Aufnahmen dienen Steadicam-Systeme der mechanischen Stabilisierung einer handgeführten Kamera oder Cineflex-Kameras der Stabilisierung bei Luftaufnahmen.
Bei Anwendungen wie der Luftbildfotografie kann die Stabilisierung in speziellen Halterungen, sogenannten Mounts, integriert sein. Diese stabilisieren nicht nur entlang der verschiedenen Achsen, sondern filtern auch Schwingungen des Propellers oder des Triebwerks heraus.

### Optomechatronische Bildstabilisierung
Die optomechatronische Bildstabilisierung kann entweder im Objektiv oder beim Bildsensor untergebracht sein. Stabilisierte Objektive werden von Canon, Nikon, Sigma, Tamron, Sony, Leica, Panasonic und Fujifilm angeboten, eine sensorbasierte Bildstabilisierung bieten unter anderem Konica Minolta, Pentax, Olympus, Sony, Fujifilm und Panasonic. Bei der optischen Bildstabilisierung wird entweder der Bildkreis über dem Bildsensor (bei der Realisierung im Objektiv) oder der Bildsensor unter dem Bildkreis (bei der Realisierung im Gehäuse) verschoben.
Ein Vorteil bei einer Bildstabilisierung am Bildsensor liegt darin, dass der Mechanismus grundsätzlich allen verfügbaren Objektiven zugutekommen kann und nicht in jedem Objektiv implementiert zu werden braucht. Jedoch bieten bei Spiegelreflexkameras nur die in das Objektiv integrierten Stabilisatoren die Möglichkeit, bereits beim Blick durch den Sucher ein stabilisiertes Bild zu sehen. Bei digitalen Kompaktkameras und spiegellosen Systemkameras lassen sich während der Motivsuche sowohl im elektronischen Sucher als auch auf dem Monitor stabilisierte Bilder darstellen. Stabilisierte Wechselobjektive lassen sich auch an analogen Spiegelreflexkameras verwenden.
Die Bewegung der optischen Geräte wird mit Hilfe von Beschleunigungssensoren detektiert.
Für eine besonders weitgehende Bildstabilisierung (vor allem im Anwendungsgebiet der Astronomie) muss auch die durch die Rotation der Erde um ihre Achse und um die Sonne verursachte Beschleunigung berücksichtigt und zur Kompensation der Bewegung in Bezug auf die Erdoberfläche eliminiert werden. Dies gilt auch, wenn sich Kamera und zu fotografierendes Objekt relativ zueinander gar nicht bewegen, da sich die Richtung dieses Systems in Bezug zu einem Inertialsystem permanent ändert und somit Beschleunigungskräfte hervorgerufen werden, obwohl diese für einen Beobachter auf der Erdoberfläche scheinbar gar keine Ortsveränderung des Systems verursachen. Bei gegenüber der Erdoberfläche bewegter Kamera muss gegebenenfalls auch noch die Corioliskraft einbezogen werden.
Ohne die Berücksichtigung dieser Effekte können in der Praxis bei der Verlängerung der möglichen verwacklungsfreien Belichtungszeit bis zu sechseinhalb Blendenstufen gewonnen werden. In diesem Fall kann mit Bildstabilisierung also ungefähr 90 mal länger belichtet werden als ohne Bildstabilisierung, wenn verwacklungsfreie Aufnahmen gemacht werden sollen.

#### Implementierung im Objektiv
Hier befinden sich die stabilisierenden Elemente – Prismen, Linsen oder andere optische Elemente – im Objektiv der Kamera; ein oder mehrere optische Elemente sind dabei beweglich und können anhand der Messungen von zwei oder drei Sensoren horizontal und vertikal gesteuert werden. Einer der Sensoren bestimmt die horizontale, der andere die vertikale Bewegung und der dritte die Position des Ausgleichselements. Weil optische Elemente verschoben werden, geht diese Implementierung immer mit einem (leichten) Qualitätsverlust einher. Besonders in den Randbereichen kann Chromatische Aberration verstärkt auftreten.
Proprietäre Bildstabilisierungssysteme
- Image Stabilizer (IS)
  - Canon:
Es wird in Foto- und Video-Objektiven sowie Ferngläsern eingebaut. Es gibt je nach Objektiv bis zu vier unterschiedliche Betriebsmodi: a) Korrektur in horizontaler und vertikaler Richtung, b) Korrektur nur in horizontaler Richtung, c) Korrektur nur in vertikaler Richtung, d) ausgeschaltet. Die Modi b und c sind besonders für Fotos schnell bewegter Objekte (Mitziehen) geeignet.
  - Olympus:
Seit 2016 verwendet auch Olympus die Bezeichnung „IS“ bei Objektiven mit integrierten Bildstabilisatoren, die im Sync-IS-Modus mit den Bildstabilisator in den Micro-Four-Thirds-Kameragehäusen synchronisiert werden können, um eine noch stärken Verwacklungsschutz erreichen zu können.[3]
- Optical Image Stabilizer (O.I.S.)
  - Panasonic:
Beim optischen Bildstabilisator (O.I.S.) von Panasonic wird eine kleine Linse im Objektiv durch zwei Linearmotoren horizontal verschoben; die Motoren werden anhand zweier Gyro-Sensoren (horizontal und vertikal) gesteuert. Es werden Schwingungen von etwa 1 bis 10 Hz kompensiert.
 Panasonic-Kameras neuerer Bauart kennen zwei Stabilisatoren-Modi: Immer aktiv (Modus 1) und nur aktiv, wenn der Auslöser halb gedrückt ist (Modus 2). Im zweiten Fall wird nicht nur Strom gespart, sondern die beweglichen Linsen stoßen nicht so schnell an einen Anschlag, weil sie im inaktiven Zustand mittig gehalten werden. Dadurch kann das Zittern zuverlässiger kompensiert werden. Im Modus 1 kann es hingegen vorkommen, dass bei stärkeren Kamerabewegungen die Linse den Rand des horizontalen beziehungsweise vertikalen Bewegungsbereiches erreicht. Dafür ist das Sucherbild ruhiger. Im 2015 eingeführten Dual-IS-Modus ist es möglich, die Bildstabilisatoren von Objektiven und Kameragehäusen zu synchronisieren, um eine stärke Kompensationswirkung zu erzielen.[4][5]
  - Fujifilm: Auch der Anbieter Fujifilm verwendet die Buchstabenkombination OIS zur Kennzeichnung von Objektiven mit eingebautem Bildstabilisator.[6]
- Optical Stabilizer (OS), Sigma.
- Optical SteadyShot (OSS), Sony.
- Vibration Compensation (VC), Tamron.
- Vibration Reduction (VR), Nikon.

#### Implementierung im Kameragehäuse
Die Bildstabilisierung im Kameragehäuse funktioniert prinzipiell gleich wie die optische Bildstabilisierung im Objektiv, nur werden dabei keine optischen Ausgleichselemente bewegt, sondern direkt der Bildsensor. An einem Spiegelreflexkameragehäuse mit eingebauter Bildstabilisierung sind prinzipiell alle vorhandenen Wechselobjektive zur Bildstabilisierung kompatibel, es braucht also nicht die gesamte Objektivpalette ausgetauscht zu werden, zudem können auch Objektive von Fremdherstellern wie Tamron oder Sigma verwendet werden. Panasonic synchronisiert seit 2015 mit dem Dual IS-Verfahren die Bildstabilisatoren seiner Objektive mit den in den Kameragehäusen integrierten Bildstabilisatoren. Dieses Verfahren wird unter der Bezeichnung „Sync IS“ seit 2016 auch von Olympus angeboten.
Proprietäre Bildstabilisierungssysteme
- Image Stabilization (IS) von Olympus
- Shake Reduction System (SR) von Pentax
Im Moment der Auslösung wird der Sensor elektromagnetisch so bewegt, dass das Bild auf dem Sensor stillsteht. Als erstes Bildstabilisierungssystem kann es nicht nur horizontale und vertikale Bewegungen ausgleichen, sondern auch Rotation um die Bildachse. Der maximal mögliche Hub des Sensors entlang der Bildebene beträgt zwei bis drei Millimeter.
Das System wurde im Jahr 2006 zunächst in der Kompaktkamera Pentax Optio A10 und anschließend in den digitalen Spiegelreflexkameras K100D und K10D eingesetzt.
Für die K10D gibt Pentax eine Wirksamkeit der „Shake Reduction“ von bis zu vier Lichtwerten an. Das heißt, dass im günstigsten Fall eine 16-fach längere Belichtungszeit verwacklungsfrei gehalten werden kann als ohne Stabilisierung. Die für die Stabilisierungsfunktion benötigte Information über die Brennweite wird der Kamera von neueren Objektiven automatisch mitgeteilt. Ist dies nicht der Fall, kann der Brennweitenwert über das Kameramenü eingegeben werden. Auf diese Weise lassen sich auch alte oder adaptierte Objektive an Kameras mit Shake Reduction stabilisiert verwenden.
- SteadyShot Inside (SSI) von Sony, basierend auf dem Super SteadyShot-System von Sony, wurde ursprünglich als AntiShake (AS) von Minolta entwickelt. Wurden bisher nur zwei Achsen stabilisiert, hat Sony 2014 mit der Vollformatkamera ILCE-7M2 einen Fünf-Achsen-Bildstabilisator vorgestellt, der je nach Situation bis zu 4,5 Belichtungsstufen aufholen können soll.
- Super Steady Shot (SSS) von Sony, wurde ursprünglich als AntiShake (AS) von Minolta entwickelt.
- Vibration Correction von Ricoh

### Elektronische Bildstabilisierung
Eine elektronische Bildstabilisierung verschiebt während einer Filmaufnahme den vom Bildsensor ausgelesenen Bereich, um der Handbewegung entgegenzuwirken. Dies erfordert, dass der Bildsensor eine höhere Auflösung als das aufgenommene Video hat und reduziert das Sichtsfeld, da der Bereich außerhalb des Sichtsfeldes als Puffer gegen Handbewegungen dient. Anders als eine optische Bildstabilisierung kann eine elektronische Bildstabilisierung nur die Bewegung zwischen Einzelbildern und keine Verwacklungen während der Belichtungszeit von Einzelbildern ausgleichen.
Elektronische Bildstabilisierung wird in Videokameras und Smartphones eingesetzt und dient als Ergänzung zur optischen Bildstabilisierung, welche das Objektiv bewegt.
In den Fotoapparaten finden sich Umsetzungen, die meist auf dem Nachschärfen der Bilder oder auf einer automatischen Empfindlichkeitserhöhung des Sensors basieren.
- electronic Vibration Reduction (e-VR) von Nikon, Coolpix S4
- Anti-Shake-DSP in einigen Exilim-Modellen von Casio
- Advanced Shake Reduction (ASR) von Samsung. Bei der ASR-Funktion werden eine unterbelichtete Aufnahme mit kurzer Verschlusszeit und eine korrekt belichtete mit entsprechend langer Verschlusszeit miteinander kombiniert. Die scharfe, unterbelichtete Version wird hierbei mit den Farbinformationen der verwackelten Aufnahme aufgehellt.

Einige Hersteller bezeichnen die automatische Erhöhung des Belichtungsindexes bei schlechten Lichtverhältnissen als digitale Bildstabilisierung (zum Beispiel Anti-Shake-DSP). Dadurch sind kürzere Belichtungszeiten möglich, weshalb die Bilder weniger verwackelt werden. Die erhöhte Sensorempfindlichkeit führt jedoch durch erhöhtes Bildrauschen bzw. durch das notwendige Entrauschen zu einer schlechteren Bildqualität. Die Erhöhung der Sensorempfindlichkeit ist oft auch bei Kameras möglich, die nicht mit dieser Art der digitalen Bildstabilisierung werben. Diese Methode ist also keine echte Bildstabilisierung und dient meistens nur dem Marketing.

### Informationstechnische Bildstabilisierung
Ein anderes Problem als bei Einzelbildern ergibt sich beim Aufnehmen von Serienbildern oder Bewegtbildern, bei denen bei Freihandbedienung Wackeleffekte zwischen den einzelnen Bildern entstehen. Technisch bedeutet dies, dass sich das fotografierte Motiv zwischen aufeinanderfolgenden Einzelbildern scheinbar bewegt hat. Derartige Effekte lassen sich in Grenzen kompensieren, wenn die Videokamera in der Lage ist, die Wackelbewegungen, bestehend aus linearen Beschleunigungen und Verdrehungen, separat zu messen. Diese Beschleunigungen und Drehraten werden von Inertialsensoren gemessen und von einem Mikroprozessor erfasst und korrigiert. Das aufgenommene Bild wird entsprechend der (ungewünschten) Bewegung ausgeschnitten und gegebenenfalls wieder interpoliert. Als unerwünschte Nebenwirkung kann jedoch dabei unter Umständen ein absichtlicher, langsamer Kameraschwenk zu einem unerwünschten Ruckeln verrechnet werden.

#### Synthetische Bildstabilisierung
Alternativ kann in den aufgenommenen Bildern auch nachträglich eine Motivanalyse mit einer Software durchgeführt werden, die die Position der aufgenommenen Motive bestimmt und entsprechende Ausschnitte der Einzelbilder zu einer stabilisierten Bildfolge zusammensetzt.
Mit Hilfe der „Post Production Stabilizer“ ist eine synthetische Bildstabilisierung auch nach der Aufnahme eines Films möglich. Derartige Motion Tracking Software bietet beispielsweise an:
- Dynapel mit dem Produkt SteadyHand (früher SteadyMove)
- Adobe mit Adobe After Effects
- Deshaker für das Open-Source-Videobearbeitungsprogramm VirtualDub.

## Geschichte und Entwicklung
Die erste Kamera mit einer Bildstabilisierungsfunktion stellte Nikon 1994 mit der Zoom 700VR vor.
1995 brachte Canon mit einem 75–300-mm-Telezoom das erste Wechselobjektiv für Kleinbildkameras mit einem optischen Bildstabilisator auf den Markt.
Der erste gehäuseintegrierte Bildstabilisator in einer digitalen Spiegelreflexkamera kam 2004 in Form des AntiShake-Systems in der Konica Minolta Dynax 7D zum Einsatz. Diese Lösung stellte eine Weiterentwicklung der technisch vergleichbaren Systeme dar, die vormals in Minolta-Bridgekameras verwendet wurden. Die erste Vollformat-Kamera mit gehäuseintegriertem Bildstabilisator (SteadyShot) folgte 2008 mit der Sony Alpha DSLR-A900.
Ende 2012 veröffentlichte Nokia mit dem Lumia 920 das erste Smartphone mit einem optisch stabilisierten Bildsensor. In diesem Jahr wurde mit der Olympus OM-D E-M5 das erste Modell mit 5-Achsen Bildstabilisierung vorgestellt, das die horizontale und vertikale Verschiebung und Verkippung sowie die Drehung bei Bildverwacklungen ausgleichen kann.
Das erste Kameragehäuse mit in fünf Achsen stabilisiertem Bildsensor im Vollformat war Ende 2014 das spiegellose Modell alpha 7 II von Sony. Das Kameragehäuse kann die Bildstabilisierung am Bildsensor mit derjenigen in einem entsprechend ausgestatteten Objektiv kombinieren, um den Spielraum der Kompensation zu erhöhen. Dabei wird jede Achse nur von dem jeweils besser geeigneten System stabilisiert.

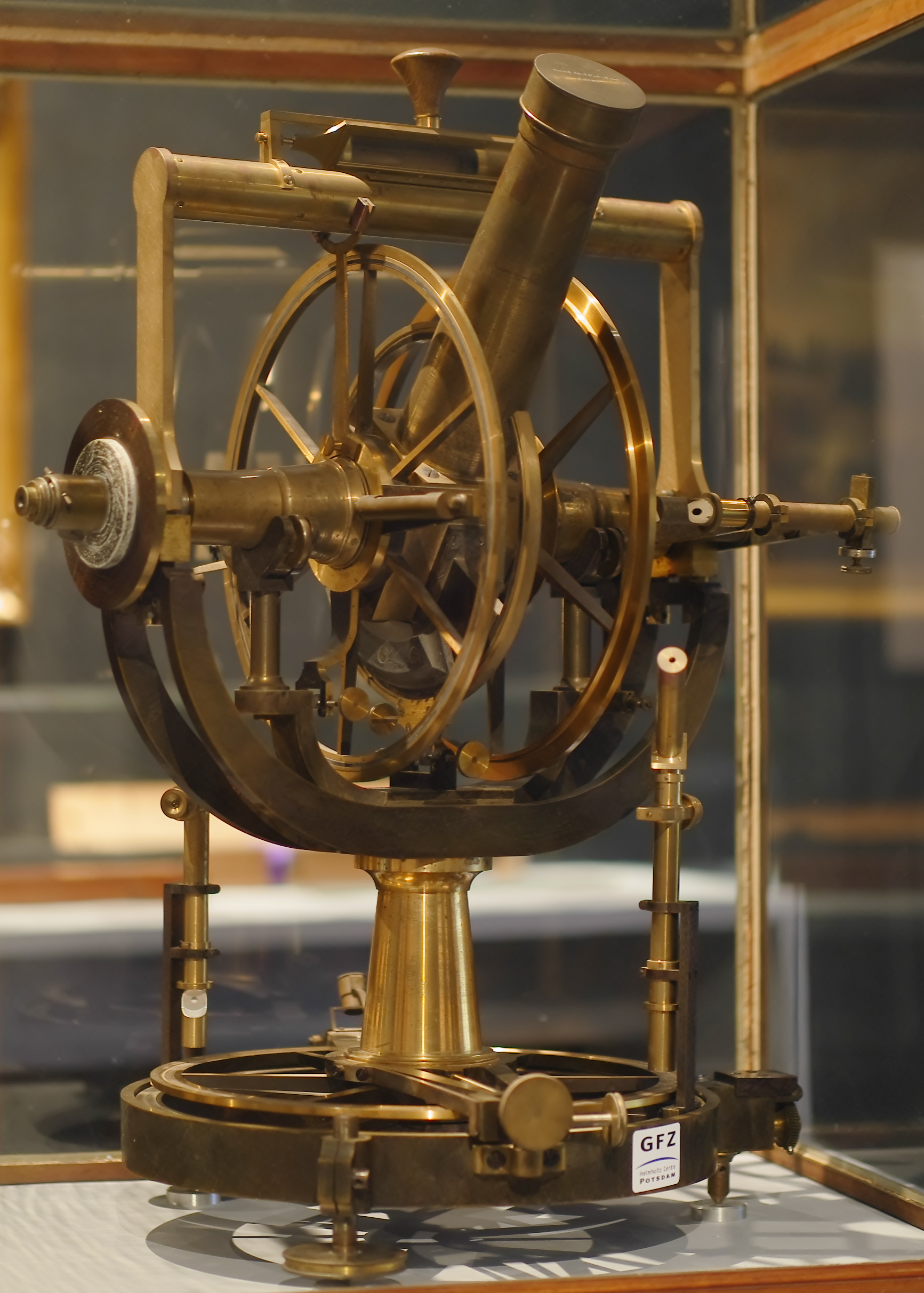
Freihändige Aufnahme eines historischen Universaltheodoliten ohne Blitzlicht und mit synchronisierten Bildstabilisatoren von Bildsensor und Objektiv („Dual IS“). Das Bild wurde mit einer Panasonic Lumix DMC-GX8 mit einem Teleobjektiv mit 42,5 Millimetern Brennweite bei Blendenzahl 1,2 und mit Polfilter aufgenommen, um die Reflexionen auf dem vorderen Vitrinenglas zu eliminieren (Belichtungsindex ISO 800, Belichtungszeit 1/8 Sekunde / äquivalent zum Kleinbild: 85 Millimeter Brennweite, Blendenzahl 2,4, Belichtungsindex ISO 3200, Belichtungszeit 1/8 Sekunde).

Mit der Panasonic Lumix DMC-GX8 folgte ein halbes Jahr später auch das erste Modell im spiegellosen Micro-Four-Thirds-System mit der Möglichkeit der vollständigen Synchronisation der Bildstabilisatoren von Bildsensor und Objektiv (Dual-IS).

## Weitere Anwendungen
Seit Anfang der 2000er Jahre gibt es auch Ferngläser und Feldstecher mit mechanischer Bildstabilisierung, wie zum Beispiel das Zeiss 20x60S, das Canon 15x50 IS oder das Fujinon Techno-Stabi 14x40.